# Pol-e Dokhtar (Meyaneh)
De Pol-e Dokhtar is een brug in het noordoosten van Iran op ongeveer tien kilometer ten zuidoosten van de stad Meyaneh. De brug overspant de rivier de Ghezel Ozan.
Het middelste deel van de brug is verwoest.

## Geschiedenis
Wanneer de brug gebouwd is, is onbekend. Geschat wordt dat het bouwwerk 350 tot 400 jaar oud is.
Door de tijd heen is de brug verschillende keren gerepareerd.
Tijdens de Irancrisis in december 1946 werd de middelste overspanning door een van de strijdende partijen opgeblazen.

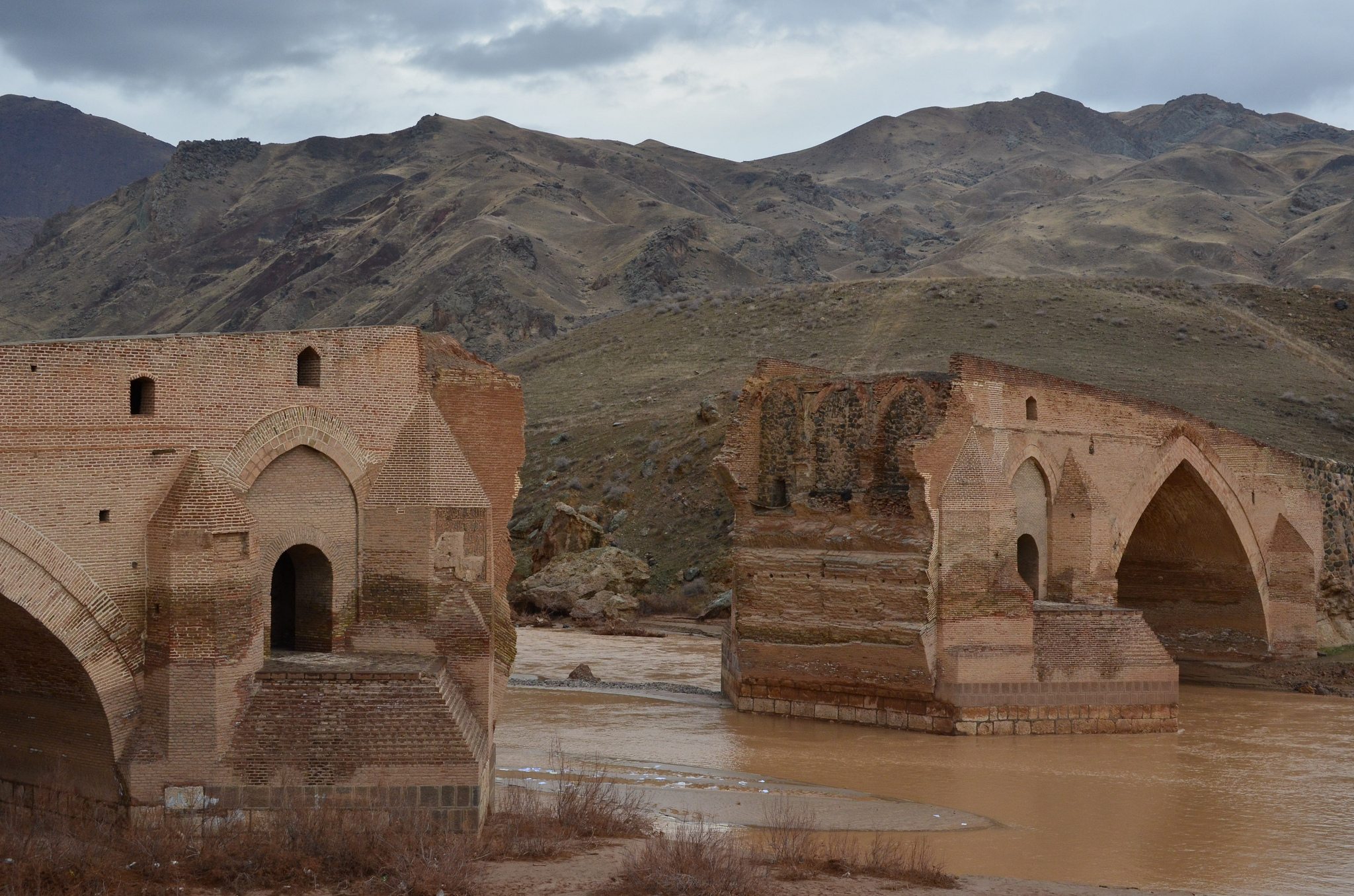
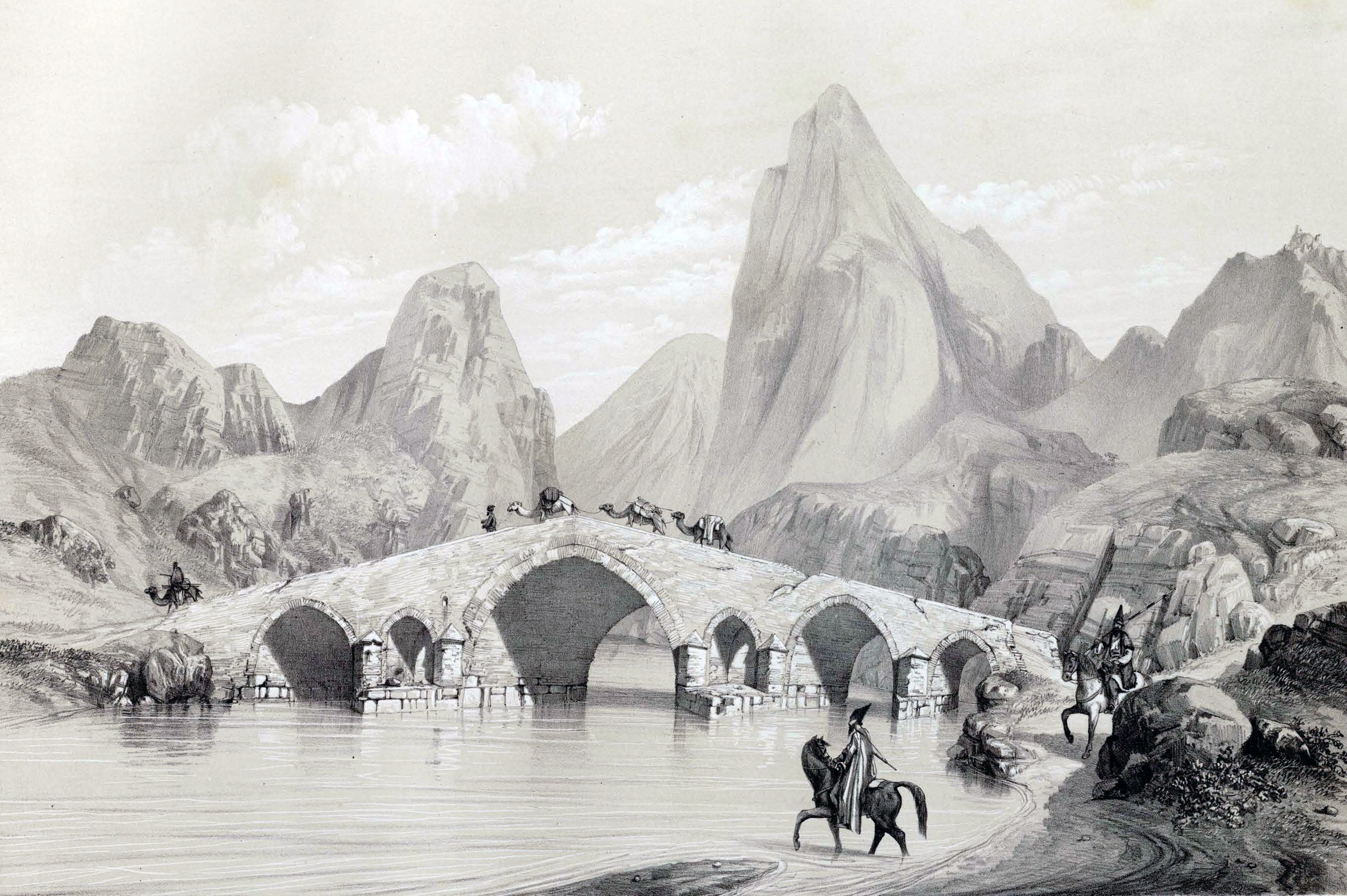
Tekening uit 1840 van Eugène Flandin